# Szerokość galaktyczna
Szerokość galaktyczna – kąt pomiędzy kierunkiem od obserwatora do obiektu astronomicznego a płaszczyzną równika galaktycznego.
Szerokość galaktyczna ma wartość od 0° do 90° dla obiektów położonych na północnej półkuli galaktycznej oraz od 0° do -90° dla obiektów położonych na południowej półkuli galaktycznej.
Równik galaktyczny znajduje się na 0° szerokości galaktycznej. Północny biegun galaktyczny obserwujemy w gwiazdozbiorze Warkocza Bereniki, a południowy w gwiazdozbiorze Rzeźbiarza.
Zerowa szerokość galaktyczna została ustalona przez Międzynarodową Unię Astronomiczną w 1959 roku i wskazuje ona galaktyczny równik. Mimo wykonania dokładniejszych obserwacji za pomocą sondy kosmicznej Hipparcos obowiązujące pozostały współrzędne ustalone w 1959 roku.